# Língua kurti
Kurti é uma língua Malaio-Polinésia falada no litoral norte da Ilha Manus (Ilhas do Almirantado, Papua-Nova Guiné.

## Escrita
O alfabeto latino usado pelo Kurti é simples, não tem as letras B, C, D (exceto em Ndr), F, G, H (exceto em Ng) J, Q, V, X, Y. Apresenta as formas Mbr, Ndr, Ng.

## Amostra de texto
Mehkele maping ti pe oru Bob arla Ndrompuhnuu. Arla-il kaukau pe orpo pikim maunten. Orpo pikim ndre sulo-on ndre ilnum pe oruduhe. Bob ti iyil yi, iyil poi pe iduhe kaukau, pe indre-et ke yu uni-il ti. Eri pe iyil ihpa ndre eriy. Yu unendre-et iy ipu pe iy impo huyen!
Português
Esta manhã, Bob e eu fomos a Ndrompuhnuu. Nós dois cavamos kaukau e fizemos montanhas. Nós fizemos todas as montanhas, então nós plantamos. Bob também os cavou. Ele cavou o chão e plantou kaukau vendo como eu fiz isso. Ele fez o mesmo caminho e eu o vi trabalhando e ele trabalhou bem!